# Monohelea maya
Monohelea maya är en tvåvingeart som beskrevs av Felippe-bauer, Huerta och Ibanez-bernal 2000. Monohelea maya ingår i släktet Monohelea och familjen svidknott. Inga underarter finns listade i Catalogue of Life.